# Rabrovac
Rabrovac (cyr. Рабровац) – wieś w Serbii, w mieście Belgrad, w gminie miejskiej Mladenovac. W 2011 roku liczyła 1243 mieszkańców.